# Siêu điệp viên Jason Bourne
Siêu điệp viên Jason Bourne là một bộ phim hành động, gián điệp, gây cấn của Mỹ được Paul Greengrass đạo diễn và được viết kịch bản bởi Greengrass và Christopher Rouse. Đây là phần thứ năm của loạt phim Bourne và là phần tiếp theo của The Bourne Ultimatum ra mắt năm 2007. Bộ phim có sự tham gia của: Matt Damon (đồng sản xuất phim), Tommy Lee Jones, Alicia Vikander, Vincent Cassel, Julia Stiles và Riz Ahmed.
Quá trình quay của bộ phim bắt đầu từ ngày 8 tháng 9 năm 2015. Phim được khởi chiếu tại London vào ngày 11 tháng 7 năm 2016 và sẽ được phát hành vào ngày 29 tháng 7 năm 2016 bởi hãng Universal Pictures.

## Nội dung phim
Vài năm sau sự biến mất của Jason Bourne trong đoạn cuối của bộ phim The Bourne Ultimatum, anh bất ngờ tái xuất tại thời điểm Thế giới đang phải đối mặt với sự bất ổn chưa từng có. Đồng thời một chương trình mới đã được tạo ra để săn lùng Bourne trong khi anh vẫn đang cố gắng đi tìm câu trả lời cho quá khứ và gia đình của mình.

## Diễn viên và nhân vật
- Matt Damon trong vai Jason Bourne/David Webb
- Tommy Lee Jones trong vai Robert Dewey, Giám đốc CIA
- Alicia Vikander trong vai Heather Lee, giám đốc bộ phận TÌnh báo Mạng CIA
- Vincent Cassel trong vai The Asset
- Julia Stiles trong vai Nicolette "Nicky" Parsons
- Riz Ahmed trong vai Aaron Kalloor
- Ato Essandoh trong vai Craig Jeffers, Đặc vụ CIA
- Scott Shepherd trong vai Edwin Russell, Phó giám đốc CIA
- Bill Camp trong vai Malcolm Smith
- Stephen Kunken trong vai Baumen
- Vinzenz Kiefer trong vai Christian Dassault
- Gregg Henry trong vai Richard Webb, cha của Jason Bourne

## Ngày phát hành
Ngày 6 tháng 1 năm 2015, hãng Universal thông báo sẽ phát hành bộ phim vào ngày 29 tháng 7 năm 2016 tại Mỹ. Phim sẽ được phát hành tại Vương quốc Anh vào ngày 27 tháng 7. Phim được phát hành dưới định dạng 2D and IMAX 3D.
Trailer đầu tiên của bộ phim được ra mắt vào ngày 7 tháng 2 năm 2016, trong trận Super Bowl 50 và cũng tiết lộ tên của bộ phim là Jason Bourne.